# Raynor Goddard, Baron Goddard
Raynor Goddard, Baron Goddard, GCB, Kt, PC, KC (* 10. April 1877 in London; † 29. Mai 1971 London) war ein britischer Jurist, der besonders für seine harten Urteile sowie seine konservative Haltung bekannt war. Seine Spitznamen waren „Tiger“ und „Justice-in-a-jiffy“ (Urteil im Handumdrehen). 1957 lehnte er sechs Berufungen in einer Stunde ab.
1952 war er verantwortlich für die Verurteilung des neunzehnjährigen Derek Bentley zum Tode. Die anwesende Jury hatte ihn zwar für schuldig befunden, gleichzeitig aber ein außergewöhnliches einstimmiges Gnadengesuch abgegeben, welches Goddard ablehnte. Der Fall gilt als einer der größten Justizirrtümer der britischen Geschichte und löste noch vor der Vollstreckung eine landesweite scharf geführte Debatte über die Todesstrafe aus, die 1965 zum Abolition of Death Penalty Act und damit zur Aussetzung und endgültigen Abschaffung der Todesstrafe im Vereinigten Königreich beitrug. Der Fall Bentley beschäftigte die britische Justiz noch 45 Jahre lang bis zu seiner posthumen Begnadigung im Jahr 1993 (40 Jahre nach seiner Hinrichtung) und schließlich der Aufhebung des Urteils fünf Jahre später. 1991 wurde der Fall mit Christopher Eccleston in der Hauptrolle verfilmt (Regie: Peter Medak), Richter Goddard wurde darin von Michael Gough dargestellt.

## Leben
Goddard besuchte das Marlborough College und später das Trinity College in Oxford. Er machte 1898 seinen Abschluss in Rechtswissenschaften und wurde ein Jahr später als Anwalt zugelassen.
Am 31. Mai 1906 heiratete er Marie Schuster, Tochter des Bankiers Sir Felix Otto Schuster, und hatte mit ihr drei Kinder. Sie starb am 16. Mai 1928 während einer Operation im Alter von 44 Jahren.
Im Jahre 1923 wurde er zum Kronanwalt berufen. Am 5. April 1932 wurde er zum Richter der King’s Bench Division am High Court of England and Wales bestellt und im Jahr darauf als Knight Bachelor geadelt. 1944 wurde er zum Life Peer als Baron Goddard, of Aldbourne in the County of Wiltshire, erhoben. Im Januar 1946 wurde er zum Lord Chief Justice of England and Wales ernannt und hatte dieses Amt bis August 1958 inne. Anlässlich seines Dienstendes wurde er als Knight Grand Cross in den Order of the Bath aufgenommen.
Goddard starb in seinem Zuhause in London am 29. Mai 1971.